# کارزان قادر
کارزان قادر (زادهٔ ۸ سپتامبر ۱۹۸۲) بازیگر سینما، کارگردان، و فیلم‌نامه‌نویس کرد اهل سوئد است. او در سال ۲۰۰۷ برای تحصیل در رشتهٔ کارگردانی در «آکادمی هنرهای دراماتیک استکهلم (SADA)» ثبت‌نام کرد. فیلم کوتاه «بیکس» را ساخت که برندهٔ جایزه آکادمی برای دانشجویان فیلم‌ساز شد، بر همین اساس فیلم بلند بیکس را نیز ساخت.

## فیلم‌ها
- برخورد (۲۰۰۸)، فیلم کوتاه
- کوان (۲۰۰۹)، فیلم کوتاه
- بیکس (۲۰۱۰)، فیلم کوتاه
- آخرین چهار (۲۰۱۰)
- بی‌کس (۲۰۱۲)
- رنگ تجاری (۲۰۱۹)